# 23691 Jefneve
23691 Jefneve è un asteroide della fascia principale. Scoperto nel 1997, presenta un'orbita caratterizzata da un semiasse maggiore pari a 2,6118305 au e da un'eccentricità di 0,1752838, inclinata di 4,18038° rispetto all'eclittica.
L'asteroide è dedicato al musicista belga Jef Neve.